# Новые Юрты (Тюмень)
Новые Юрты (тат. Янаул) — упразднённая деревня в Тюменском районе Тюменской области России. Ныне часть микрорайона Парфёново, в Центральном административном округе города Тюмени.

## История
Янаул — одно из самых старых поселений в окрестностях Тюмени. Основана в начале XVIII века, жителями Татаро-Бухарской слободы города Тюмени. В прошлом состояло из двух селений, Ново-Шабабинских и Матияровских юрт. В 1782 году в деревне проживало 227 человек. В 1868 году в Ново-Шабабинских юртах было 65 двора, проживало 323 человека, имелась мечеть и два кожевенных завода, в Матияровских было 43 двора, проживало 227 человек, имелась мечеть и один кожевенный завод. В 1897 году, в обоих юртах проживало 661 человек.
До 1917 года входила в состав Бухарской волости Тюменского уезда Тобольской губернии. По данным на 1926 год деревня Новые Юрты состояла из 185 хозяйств, основное население — татары. В административном отношении входила в состав Новоюртовского сельсовета Тюменского района Тюменского округа Уральской области.
Весной 1925 года в Новых юртах было создано мелиоративное товарищество «Новый труд», а в 1928 году — сельскохозяйственная коммуна. Объединились Янаул с Парфеновой в середине 1950-х годов. Официально  д. Парфёново и д. Новые Юрты в черту города включены 15 июня 1960 года.